# 아세아시멘트
아세아시멘트 주식회사(영어: Asia Cement)는 대한민국의 시멘트 기업이다.
아세아시멘트는 1,000명의 임직원과 연간 시멘트 1,500만 톤, 레미콘 360만 세제곱미터의 생산 능력을 갖춘 국내 주요 산업 제조 기업이다. 서울특별시 강남에 본사를 두고 있으며, 제천, 안양, 수원, 용인, 대전, 대구에 9개의 지사 및 주유소를 운영하고 있으며, 레미콘 제조 공장 10곳도 운영하고 있다.

## 역사
2018년에는 라파즈시멘트로부터 한라시멘트를 인수하였다. 

## 같이 보기
- 대한민국의 경제

### 내용주
1. ↑  등기상 설립일